# Bruinsmia
Bruinsmia es un género con dos especies de plantas pertenecientes a la familia Styracaceae.

## Taxonomía
El género fue descrito por Boerl. & Koord. y publicado en Natuurkundig Tijdschrift voor Nederlandsch-Indië 53(1): 1, 68. 1893. La especie tipo es: Bruinsmia styracoides

## Especies aceptadas
A continuación se brinda un listado de las especies del género Bruinsmia aceptadas hasta septiembre de 2014, ordenadas alfabéticamente. Para cada una se indica el nombre binomial seguido del autor, abreviado según las convenciones y usos.	
- Bruinsmia polysperma (C.B.Clarke) Steenis
- Bruinsmia styracoides